# 馬斯德里爾
馬斯德里爾（荷蘭語：Maasdriel）是荷蘭的一個市镇，位於荷蘭東部，由海爾德蘭省負責管轄。馬斯德里爾設立於1999年1月1日，由五個市镇合併而成。

## 外部連結
- 维基共享资源上的相關多媒體資源：馬斯德里爾
- Official website （页面存档备份，存于）